# Péter Palotás
Pour les articles homonymes, voir Palotás.
Péter Palotás (né le 27 juin 1929 à Budapest, mort le 17 mai 1967 à Budapest), également appelé Péter Poteleczky, était un footballeur hongrois qui a joué comme attaquant pour le MTK Budapest et l'équipe de Hongrie. 
Durant les années 1950, il a été remplaçant au sein de la légendaire équipe du Onze d'or hongrois et a joué aux côtés de Ferenc Puskás, Zoltán Czibor, Sándor Kocsis, Nándor Hidegkuti et József Bozsik. Palotás a été un pionnier du rôle d'attaquant de pointe et il a marqué en 1955 le tout premier hat-trick en Coupe d'Europe. 
En 1959, il a été contraint de prendre sa retraite de joueur en raison d'une anomalie cardiaque, qui causa sa mort prématurée en 1967. 

## Carrière en club
Palotás a passé toute sa carrière de joueur au MTK Budapest. Mais pendant cette période, le club a changé de nom plusieurs fois. En 1949, lorsque la Hongrie est devenue un État communiste, le MTK a été repris par la police secrète (la ÁVH) et le club a pris le nom de Textiles SE, puis Bástya SE, et enfin Vörös Lobogó SE, avant de reprendre le nom de MTK. Malgré cette agitation, les années 1950 se sont avérées un succès pour le club, et c'est durant ces années que Palotás, Nándor Hidegkuti et leur entraîneur Márton Bukovi, développèrent la position d'attaquant de pointe. Avec une équipe qui comprenait également Mihály Lantos et József Zakariás, Palotás remporta trois championnats hongrois, une Coupe de Hongrie et une Coupe Mitropa. En 1955, sous le nom de Vörös Lobogó SE, ils ont aussi disputé la toute première Coupe d'Europe des clubs champions. Le 7 septembre 1955 au Népstadion, Palotás réussi un hat-trick lors de la victoire contre le RSC Anderlecht 6-3 dans le premier match du premier tour. Ce fut le premier hat-trick jamais marqué dans un match de Coupe d'Europe. Il a marqué à nouveau lors du deuxième match remporté 4-1 par Vörös Lobogó SE. En quart de finale contre le Stade de Reims, il marque deux autres buts mais les Rémois s'imposent 8-6 sur l'ensemble des deux matchs et Palotás termine la compétition avec un total de six buts marqués.

## Carrière internationale
Entre 1950 et 1956, Palotás compte 24 sélections et 18 buts marqués pour la Hongrie. Il a marqué deux fois pour ses débuts internationaux, le 24 septembre 1950 lors d'une victoire 12-0 contre l'Albanie. En 1952, Palotás a marqué quatre buts permettant à son pays de devenir champion olympique. Le 17 mai 1953, il a remporté la Coupe internationale après une victoire 3-0 contre l'Italie au Stadio Olimpico. 
Au cours de la Coupe du monde 1954, il a marqué deux fois lors du match du premier tour contre la Corée du Sud (9-0), et a également joué en demi-finale contre l'Uruguay pour pallier l'absence de Ferenc Puskás, blessé lors du match contre la RFA. Le 19 mai 1955, il marque un hat-trick contre la Finlande avant de jouer son dernier match avec la Hongrie, le 9 juin 1956 contre le Portugal.